# Aftraipšár

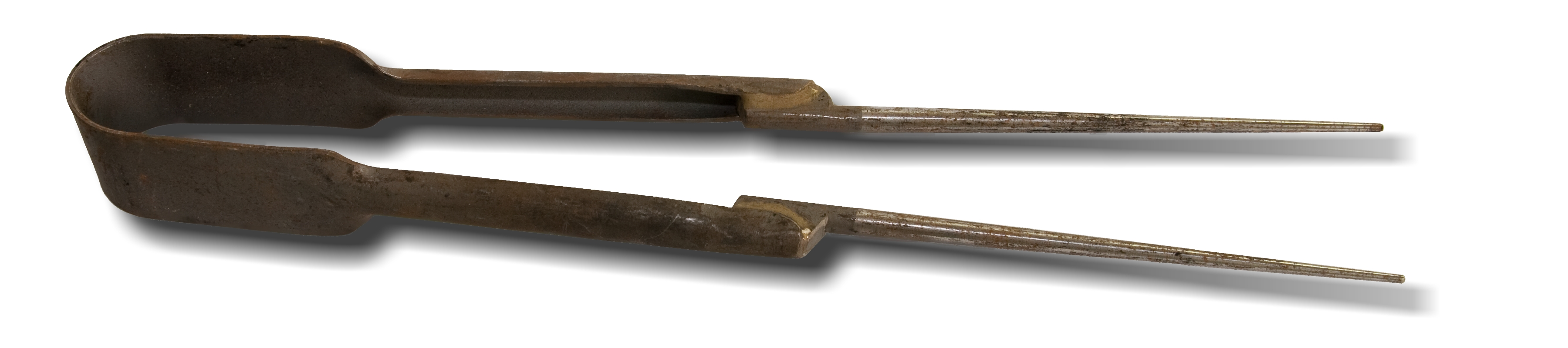
Aftraipšár, neboli šoršal či roztočka

Aftraipšár (též šoršal či roztočka) se ve sklářství používá na roztáčení džbánků či volejky resp. vytahování skla do délky. Aftraipšár je v podstatě velká železná spona do ruky, tvořená na konci jehlanovitými packami.